# Franz von Hoven

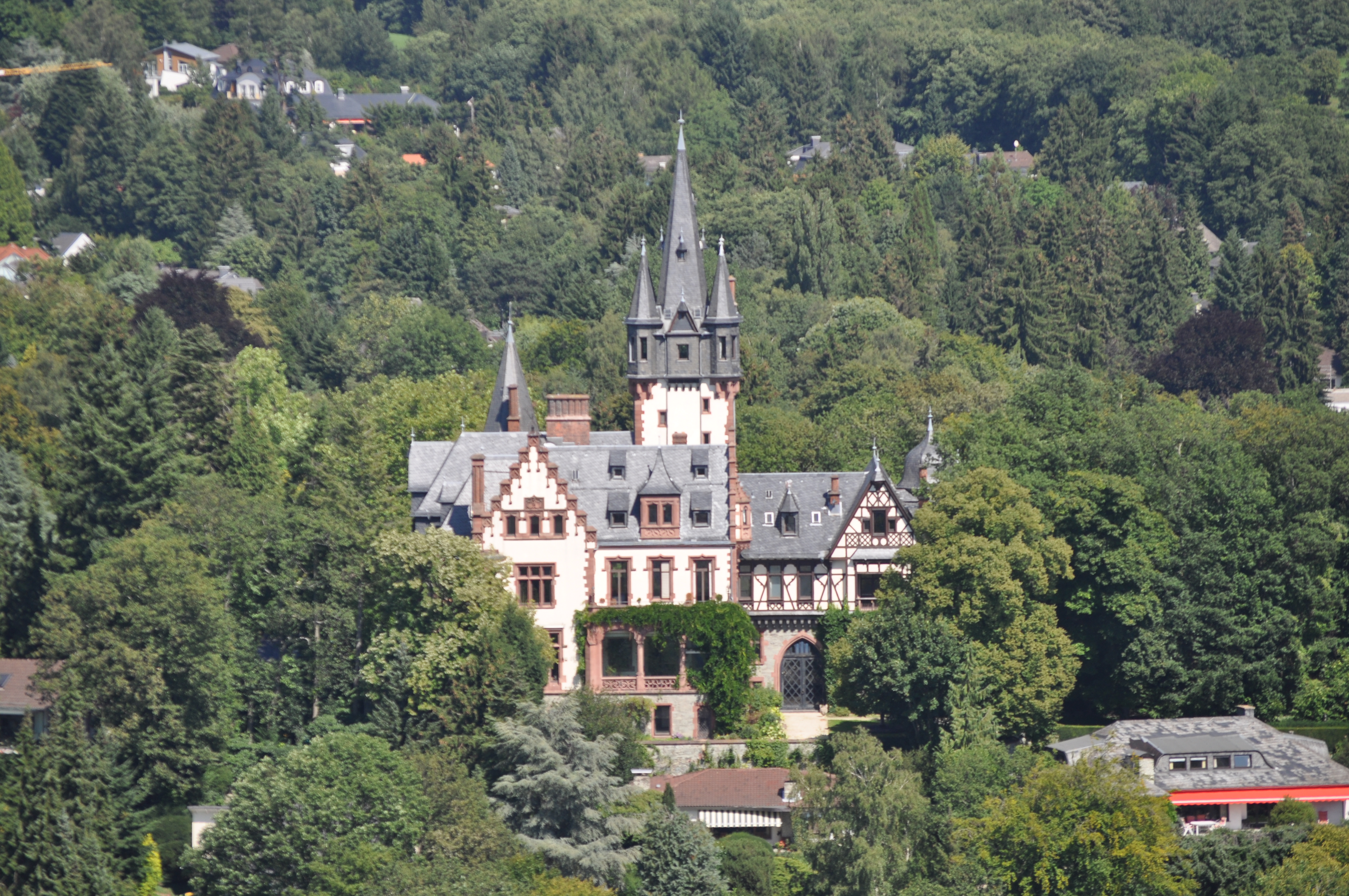
Villa Andreae

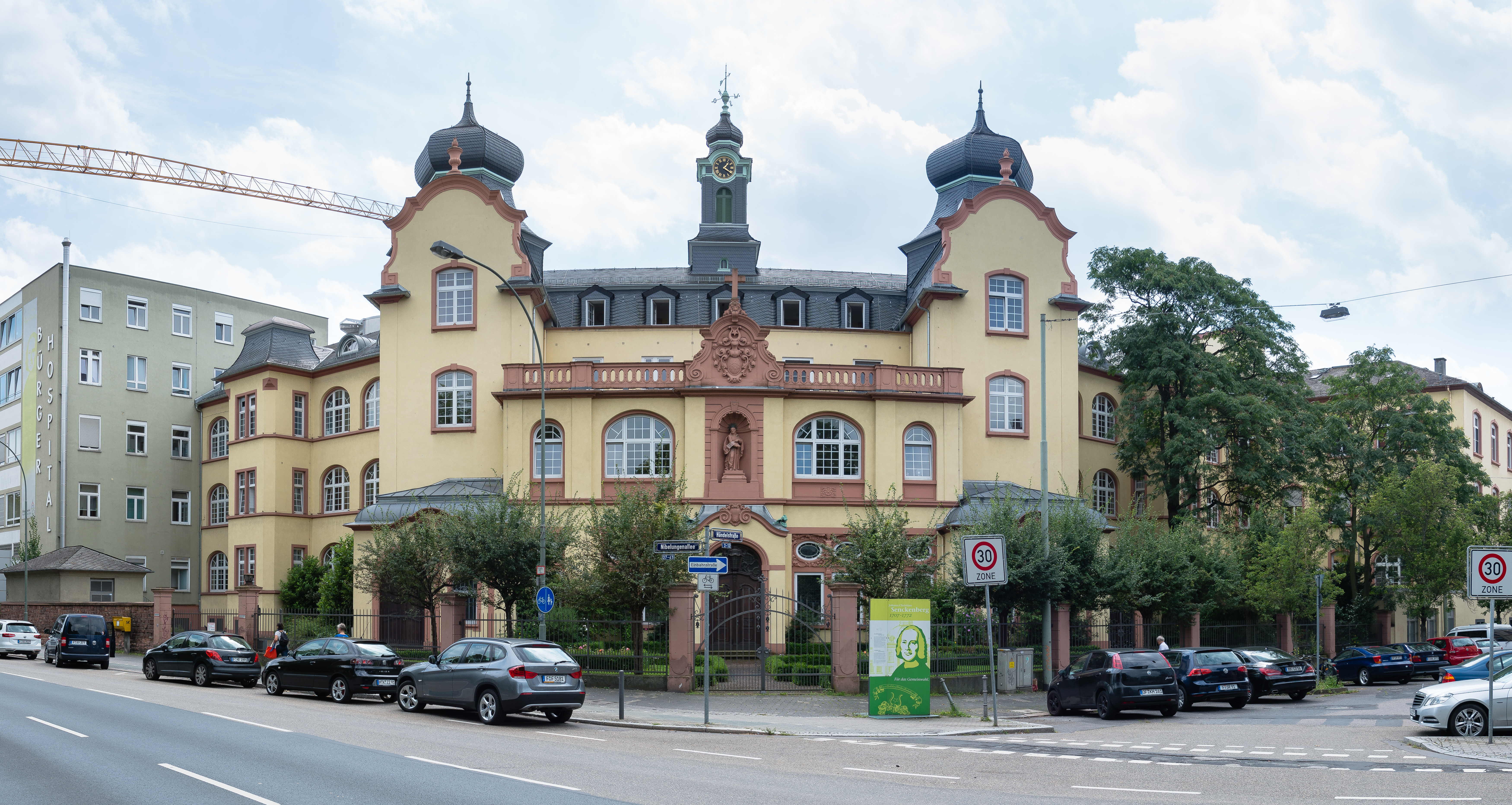
Bürgerhospital

Franz von Hoven (* 25. Juli 1842 in Frankfurt am Main; † 24. Juli 1924 ebenda) war ein deutscher Architekt.

## Leben
Franz von Hoven studierte von 1860 bis 1862 am Polytechnikum Karlsruhe und wechselte 1862 an die Berliner Bauakademie, wo er bis 1863 blieb.
1866 ließ er sich als selbstständiger Architekt in Frankfurt am Main nieder. Er unternahm zahlreiche Studienreisen nach Belgien, in die Niederlande, nach Frankreich, Großbritannien, Italien und Österreich.
Während der Dienstzeit des Oberbürgermeisters Johannes von Miquel war er von 1880 bis 1882 in der Kommunalpolitik als Frankfurter Stadtverordneter aktiv. Noch mehr engagierte er sich in der Frankfurter Künstlergesellschaft, die er mehrere Jahre als Vorsitzender leitete; außerdem war er Mitglied einer Frankfurter Freimaurerloge. Er trug den Ehrentitel eines (preußischen) Baurats.
Stilistisch war Franz von Hoven ein markanter Vertreter der von München und Berlin ausgehenden Neorenaissance. Viele seiner Bauten, die er häufig zusammen mit anderen Frankfurter Architekten wie Ludwig Neher (1850–1916) und Franz Heberer (1883–1955) entwarf, wurden im Zweiten Weltkrieg zerstört, zahlreiche aber auch wiederaufgebaut. 1903 erhielt er mit Neher auf der Großen Berliner Kunstausstellung eine kleine Goldmedaille.
Seine Söhne waren der Architekt Hermann von Hoven (* 1877) und der Maler Gottfried von Hoven (1868–1921).

## Bauten und Entwürfe

Frankfurter Zeitung 1909, Fassade Redaktionsgebäude

- 1882: Verkaufspavillon am Bockenheimer Tor (11 m hoch, Unterbau aus rotem Sandstein, Aufbau mit Normaluhr in Zinkguss und Zinkblech)[2]
- 1883–1884: Wohnhaus für Friedrich Wilhelm Hermann Wasserschleben in Gießen[3]
- 1885: Villa für Carl Mez in Freiburg[4]
- 1885: Doppelhaus für G. von Kramer in Frankfurt am Main, Mainzer Landstraße 86–88[5]
- 1891: Villa Andreae für Albert Andreae de Neufville in Königstein im Taunus[6]
- 1891/1893: Villa de Neufville in Frankfurt, Schaumainkai 53 (Postmuseum)[7]
- 1896: Villa im Gail’schen Park in Rodheim-Bieber[8]
- 1899–1900: Villa Wertheimber in Bad Homburg vor der Höhe
- 1900–1908: Erweiterungsbau des Rathauses (genannt „Stadthaus“, „Neues Rathaus“ oder „Bürgersaalbau“) in Frankfurt (gemeinsam mit Ludwig Neher)
- 1903: Wohnhaus für Herbert von Meister, gen. „Villa Lindenbaum“, in Frankfurt-Sindlingen[9]
- 1908: Senckenbergische Bibliothek und das Senckenbergmuseum in Frankfurt
- 1908: Neues Bürgerhospital in Frankfurt
- 1908: Vereinshaus des Physikalischen Vereins mit Sternwarte[10]
- 1909: Redaktionsgebäude Frankfurter Zeitung
- 1911: Wettbewerbsentwurf für den Neubau der Alten Brücke in Frankfurt (1914–1926 nach veränderten Entwürfen ausgeführt)

sowie:
- Erweiterungsbau des Städel (gemeinsam mit Franz Heberer)